# حيدر العكيلي
حيدر العكيلي (مواليد 1 أبريل 1994) هو لاعب رياضي بارالمبي من العراق، متخصص في رياضة المبارزة على الكراسي المتحركة .

## حياة مهنية
شارك العكيلي في دورة الألعاب البارالمبية الصيفية 2024، ومثل بلاده العراق . حيث احرز الميدالية الفضية في منافسات فريق المبارزة .  

## روابط خارجية
- حيدر العكيلي في اللجنة البارالمبية الدولية